# Vítor Pontes
Pour les articles homonymes, voir Pontes.
Vítor Manuel Pereira Pontes (né le 16 août 1958 à Leiria, au Portugal) est un joueur de football portugais. Il a joué principalement à l'União Leiria et dans différents clubs portugais au poste de gardien de but. Vítor Pontes est actuellement entraîneur du club mozambicain du FC Chibuto.

## Carrière

### En joueur
Vítor Pontes commence sa carrière avec l'União Leiria, mais pour sa première saison en sénior il est envoyé en prêt à l'ID Vieirense. La saison suivante il refait surface à Leiria, avant d'être ré-envoyer pendant la saison 1979-80 à Vieirense.
À son retour la saison qui suit, il ne joue pas et principalement son temps sur le banc. Par la suite il se dispute quelques clubs voisins, tel que le GD Nazarenos et l'AC Marinhense. En manque de jeu, il revient à Leiria pour disputer la deuxième division par la suite. Pendant la saison 1985-86, le Vitória Guimarães vient le recruter pour disputer la première division, une nouvelle fois c'est sans succès il ne joue pas le moindre match. Par la suite il rejoint le O Elvas CAD mais ne joue pas plus de cinq matches, en première division.
Par la suite Vítor Pontes se dispute plusieurs clubs tels que le Louletano DC, puis le CD Nacional en tant que deuxième gardien. Au FC Tirsense il dispute alors zéro match dans la saison, alors que le club est en première division. Il finit sa carrière à l'AD Guarda, ou il joue quatorze rencontres de championnat alors que le club est en troisième division.

### En entraîneur
Peu après sa carrière de joueur terminée, Vítor Pontes est contacté par son club formateur pour rejoindre le staff technique, au poste d'entraîneur des gardiens. Il accepte ce poste et fait partie du staff aux côtés de l'entraîneur principal Vítor Manuel. 
Pendant la saison 2001-02, il refait parler de lui à l'União Leiria. Une saison marquée par un très bon classement réalisée par le club en première division, cependant peu après que José Mourinho quitte le club, c'est Mário Reis qui reprend le club en main. Cependant à la suite de quatre défaites consécutives en championnat, il quitte à son tour le club. C'est alors que le président du club, donne la chance à Vítor Pontes au poste d'entraîneur principal.
Il réalise une fin de saison honorable, à la septième place en fin de championnat. Le président décide alors par la suite de donner ce poste à Manuel Cajuda pour la saison suivante, en plaçant Vítor Pontes entraîneur des gardiens à nouveau durant la même saison. Pendant la saison 2003-04, le président donne une nouvelle fois le poste d'entraîneur à Vítor Pontes, et durant toute la saison il réalise une saison pleine, en participant également à la Coupe UEFA. Le club finit dixième du classement à la fin de la saison.
La saison suivante il est toujours aux commandes de l'équipe, il réussit avec son club à atteindre la finale de Coupe Intertoto perdu en prolongation face au Lille OSC. Cependant le championnat reste néanmoins mitigée, et le club frôle de très peu la relégation. L'União Leiria finit à la quinzième place du championnat, à trois points de la zone de relégation. À la fin de saison Vítor Pontes n'est plus entraîneur de l'União.
Le mauvais début de saison du Vitória Guimarães durant la saison 2005-06 aux commandes de Jaime Pacheco est fort remarquée. Alors dix-septième sur dix-huit équipes au championnat, le club est alors en zone de relégation. Fin décembre 2012, l'entraîneur est licenciée et c'est Vítor Pontes qui est préférée à ce poste. Il parvient toutefois à remporter quelques rencontres décisives, mais ne parvient à empêcher le club de descendre en deuxième division la saison qui suit. C'est alors la première fois depuis la saison 1957-1958, que le Vitória n'avait plus rejoint la deuxième division. Son objectif raté, il n'est pas garder à son poste par le président.
Vítor reprend par la suite le Portimonense SC durant la saison 2007-08, à la mi-saison à la suite du mauvais classement du club en deuxième division, il prend le relais de Diamantino Miranda. Il réalise un très bon fin de championnat en évitant la relégation, le club finit à la dixième place du championnat. La saison suivante il est toujours aux commandes de l'équipe, mais il est limogé en cours de saison à la suite d'une douzième place en championnat.
Sans club depuis, il vient à la rescousse de l'União Leiria, le club connait des grandes difficultés financières tout le long de la saison. À la suite du licenciement de Pedro Caixinha durant la 3e journée, il prend le relais mais ne parvient à faire guère mieux. C'est alors qu'après une victoire et deux défaites au championnat, il est limogé par João Bartolomeu qui préfère Manuel Cajuda à lui. Il aura été l'entraîneur de Leiria seulement un petit mois.

## Statistiques

### En joueur
| Saison                | Club                  | Championnat           | Championnat | Championnat | Coupe(s) nationale(s) | Coupe(s) nationale(s) | Compétition(s) continentale(s) | Compétition(s) continentale(s) | Compétition(s) continentale(s) | Total | Total |
| Saison                | Club                  | Division              | M.          | B.          | M.                    | B.                    | Comp.                          | M.                             | B.                             | M.    | B.    |
| 1976-1977             | → ID Vieirense        | 3                     | -           | -           | -                     | -                     | -                              | -                              | -                              | 0     | 0     |
| Sous-total            | Sous-total            | Sous-total            | -           | -           | -                     | -                     | -                              | -                              | -                              | 0     | 0     |
| 1977-1978             | União Leiria          | 2                     | -           | -           | -                     | -                     | -                              | -                              | -                              | 0     | 0     |
| 1978-1979             | União Leiria          | 2                     | -           | -           | -                     | -                     | -                              | -                              | -                              | 0     | 0     |
| Sous-total            | Sous-total            | Sous-total            | -           | -           | -                     | -                     | -                              | -                              | -                              | 0     | 0     |
| 1979-1980             | ID Vieirense          | 3                     | -           | -           | -                     | -                     | -                              | -                              | -                              | 0     | 0     |
| Sous-total            | Sous-total            | Sous-total            | -           | -           | -                     | -                     | -                              | -                              | -                              | 0     | 0     |
| 1980-1981             | União Leiria          | 2                     | 0           | 0           | -                     | -                     | -                              | -                              | -                              | 0     | 0     |
| Sous-total            | Sous-total            | Sous-total            | 0           | 0           | -                     | -                     | -                              | -                              | -                              | 0     | 0     |
| 1981-1982             | GD Nazarenos          | 2                     | 2           | 0           | -                     | -                     | -                              | -                              | -                              | 2     | 0     |
| Sous-total            | Sous-total            | Sous-total            | 2           | 0           | -                     | -                     | -                              | -                              | -                              | 2     | 0     |
| 1982-1983             | AC Marinhense         | 3                     | -           | -           | -                     | -                     | -                              | -                              | -                              | 0     | 0     |
| Sous-total            | Sous-total            | Sous-total            | -           | -           | -                     | -                     | -                              | -                              | -                              | 0     | 0     |
| 1983-1984             | União Leiria          | 2                     | -           | -           | -                     | -                     | -                              | -                              | -                              | 0     | 0     |
| 1984-1985             | União Leiria          | 2                     | -           | -           | -                     | -                     | -                              | -                              | -                              | 0     | 0     |
| Sous-total            | Sous-total            | Sous-total            | -           | -           | -                     | -                     | -                              | -                              | -                              | 0     | 0     |
| 1985-1986             | Vitória Guimarães     | 1                     | 0           | 0           | -                     | -                     | -                              | -                              | -                              | 0     | 0     |
| 1986-1987             | Vitória Guimarães     | 1                     | 0           | 0           | -                     | -                     | C3                             | 0                              | 0                              | 0     | 0     |
| Sous-total            | Sous-total            | Sous-total            | 0           | 0           | -                     | -                     | -                              | 0                              | 0                              | 0     | 0     |
| 1987-1988             | O Elvas CAD           | 1                     | 5           | 0           | -                     | -                     | -                              | -                              | -                              | 5     | 0     |
| Sous-total            | Sous-total            | Sous-total            | 5           | 0           | -                     | -                     | -                              | -                              | -                              | 5     | 0     |
| 1988-1989             | Louletano DC          | 2                     | -           | -           | -                     | -                     | -                              | -                              | -                              | 0     | 0     |
| Sous-total            | Sous-total            | Sous-total            | -           | -           | -                     | -                     | -                              | -                              | -                              | 0     | 0     |
| 1989-1990             | CD Nacional           | 1                     | 1           | 0           | -                     | -                     | -                              | -                              | -                              | 1     | 0     |
| 1990-1991             | CD Nacional           | 1                     | 1           | 0           | -                     | -                     | -                              | -                              | -                              | 1     | 0     |
| 1991-1992             | CD Nacional           | 2                     | 1           | 0           | -                     | -                     | -                              | -                              | -                              | 1     | 0     |
| Sous-total            | Sous-total            | Sous-total            | 3           | 0           | -                     | -                     | -                              | -                              | -                              | 3     | 0     |
| 1992-1993             | FC Tirsense           | 1                     | 0           | 0           | -                     | -                     | -                              | -                              | -                              | 0     | 0     |
| Sous-total            | Sous-total            | Sous-total            | 0           | 0           | -                     | -                     | -                              | -                              | -                              | 0     | 0     |
| 1993-1994             | AD Guarda             | 3                     | 14          | 0           | -                     | -                     | -                              | -                              | -                              | 14    | 0     |
| Sous-total            | Sous-total            | Sous-total            | 14          | 0           | -                     | -                     | -                              | -                              | -                              | 14    | 0     |
| Total sur la carrière | Total sur la carrière | Total sur la carrière | 24          | 0           | -                     | -                     | -                              | 0                              | 0                              | 24    | 0     |

### En entraîneur
| Saison                | Club                  | Championnat           | Championnat           | Championnat | Championnat | Championnat | Championnat | Championnat | Championnat | Coupe(s) nationale(s) | Coupe(s) nationale(s) | Coupe(s) nationale(s) | Coupe(s) nationale(s) | Coupe(s) nationale(s) | Coupe(s) nationale(s) | Coupe(s) continentale(s) | Coupe(s) continentale(s) | Coupe(s) continentale(s) | Coupe(s) continentale(s) | Coupe(s) continentale(s) | Coupe(s) continentale(s) | Coupe(s) continentale(s) | Total  | Total | Total | Total | Total | Total |
| Saison                | Club                  | Division              | Classement            | Matchs      | Vic.        | Nuls        | Déf.        | Bp          | Bc          | Matchs                | Vic.                  | Nuls                  | Déf.                  | Bp                    | Bc                    | Compét.                  | Matchs                   | Vic.                     | Nuls                     | Déf.                     | Bp                       | Bc                       | Matchs | Vic.  | Nuls  | Déf.  | Bp    | Bc    |
| --------------------- | --------------------- | --------------------- | --------------------- | ----------- | ----------- | ----------- | ----------- | ----------- | ----------- | --------------------- | --------------------- | --------------------- | --------------------- | --------------------- | --------------------- | ------------------------ | ------------------------ | ------------------------ | ------------------------ | ------------------------ | ------------------------ | ------------------------ | ------ | ----- | ----- | ----- | ----- | ----- |
| 2001-2002             | União Leiria          | 1                     | 7e                    | 10          | 5           | 3           | 2           | 15          | 8           | 0                     | 0                     | 0                     | 0                     | 0                     | 0                     | -                        | -                        | -                        | -                        | -                        | -                        | -                        | 10     | 5     | 3     | 2     | 15    | 8     |
| Sous-total            | Sous-total            | Sous-total            | Sous-total            | 10          | 5           | 3           | 2           | 15          | 8           | 0                     | 0                     | 0                     | 0                     | 0                     | 0                     | -                        | -                        | -                        | -                        | -                        | -                        | -                        | 10     | 5     | 3     | 2     | 15    | 8     |
| 2003-2004             | União Leiria          | 1                     | 10e                   | 34          | 11          | 12          | 11          | 43          | 45          | 4                     | 2                     | 0                     | 2                     | 8                     | 4                     | C3                       | 4                        | 2                        | 0                        | 2                        | 8                        | 5                        | 42     | 15    | 12    | 15    | 59    | 54    |
| 2004-2005             | União Leiria          | 1                     | 15e                   | 34          | 8           | 14          | 12          | 29          | 36          | 2                     | 1                     | 0                     | 1                     | 5                     | 5                     | CI                       | 6                        | 3                        | 3                        | 0                        | 8                        | 4                        | 42     | 12    | 17    | 13    | 42    | 45    |
| Sous-total            | Sous-total            | Sous-total            | Sous-total            | 68          | 19          | 26          | 23          | 72          | 81          | 6                     | 3                     | 0                     | 3                     | 13                    | 9                     | -                        | 10                       | 5                        | 3                        | 2                        | 16                       | 9                        | 84     | 27    | 29    | 28    | 101   | 99    |
| 2005-2006             | Vitória Guimarães     | 1                     | 17e                   | 22          | 5           | 9           | 8           | 21          | 24          | 4                     | 3                     | 1                     | 0                     | 8                     | 1                     | C3                       | 1                        | 0                        | 0                        | 1                        | 1                        | 3                        | 27     | 8     | 10    | 9     | 30    | 28    |
| Sous-total            | Sous-total            | Sous-total            | Sous-total            | 22          | 5           | 9           | 8           | 21          | 24          | 4                     | 3                     | 1                     | 0                     | 8                     | 1                     | -                        | 1                        | 0                        | 0                        | 1                        | 1                        | 3                        | 27     | 8     | 10    | 9     | 30    | 28    |
| 2007-2008             | Portimonense SC       | 2                     | 10e                   | 19          | 8           | 8           | 3           | 22          | 16          | 4                     | 2                     | 1                     | 1                     | 4                     | 5                     | -                        | -                        | -                        | -                        | -                        | -                        | -                        | 23     | 10    | 9     | 4     | 26    | 21    |
| 2008-2009             | Portimonense SC       | 2                     | –                     | 16          | 4           | 6           | 6           | 16          | 21          | 6                     | 3                     | 0                     | 3                     | 9                     | 10                    | -                        | -                        | -                        | -                        | -                        | -                        | -                        | 22     | 7     | 6     | 9     | 25    | 31    |
| Sous-total            | Sous-total            | Sous-total            | Sous-total            | 35          | 12          | 14          | 9           | 38          | 37          | 10                    | 5                     | 1                     | 4                     | 13                    | 15                    | -                        | -                        | -                        | -                        | -                        | -                        | -                        | 45     | 17    | 15    | 13    | 51    | 52    |
| 2011-2012             | União Leiria          | 1                     | –                     | 3           | 1           | 0           | 2           | 3           | 5           | 0                     | 0                     | 0                     | 0                     | 0                     | 0                     | -                        | -                        | -                        | -                        | -                        | -                        | -                        | 3      | 1     | 0     | 2     | 3     | 5     |
| Sous-total            | Sous-total            | Sous-total            | Sous-total            | 3           | 1           | 0           | 2           | 3           | 5           | 0                     | 0                     | 0                     | 0                     | 0                     | 0                     | -                        | -                        | -                        | -                        | -                        | -                        | -                        | 3      | 1     | 0     | 2     | 3     | 5     |
| Total sur la carrière | Total sur la carrière | Total sur la carrière | Total sur la carrière | 138         | 42          | 52          | 44          | 149         | 155         | 20                    | 11                    | 2                     | 7                     | 34                    | 25                    | -                        | 11                       | 5                        | 3                        | 3                        | 17                       | 12                       | 169    | 58    | 57    | 54    | 200   | 192   |

## Palmarès

### En joueur
Néant

### En entraîneur
Néant